# 沙州回鹘
沙州回鹘，对中国宋朝时期回鹘化的后期归义军和西夏灭归义军后敦煌的回鹘势力的称呼。
张承奉之后，曹议金建立归义军曹氏政权，除了沙州、瓜州，河西甘州、肃州、西州等都落入回鹘之手，曹议金只好向甘州回鹘称臣，但依然联络中原和于阗，抵御回鹘。974年，其子曹元忠死后，归义军开始回鹘化，被甘州回鹘控制。宋朝史料有时称之为沙州回鹘。1002年，曹宗寿得位后，依靠辽国，排除了甘州回鹘，但归义军的实权在沙州本地的回鹘人手中。天圣八年（1030年）曹宗壽的儿子归义军节度使曹贤顺遇害，他的弟弟曹贤惠以千骑归降西夏，沙州、瓜州被沙州回鹘占领。1036年，西夏李元昊攻陷沙州（今甘肃省敦煌市）、瓜州（今甘肃省瓜州县）、肃州（今甘肃省酒泉市）。但是之后西夏陷入和北宋的战争，沙州地区回鹘人重新建立政权，和西州回鹘（龟兹回鹘）一起到宋朝朝贡。直到1071年前後，沙州才完全属于西夏统治。